# Cosmonotus grayii
Cosmonotus grayii is een krabbensoort uit de familie van de Raninidae. De wetenschappelijke naam van de soort is voor het eerst geldig gepubliceerd in 1848 door Adams.